# Strammer Max

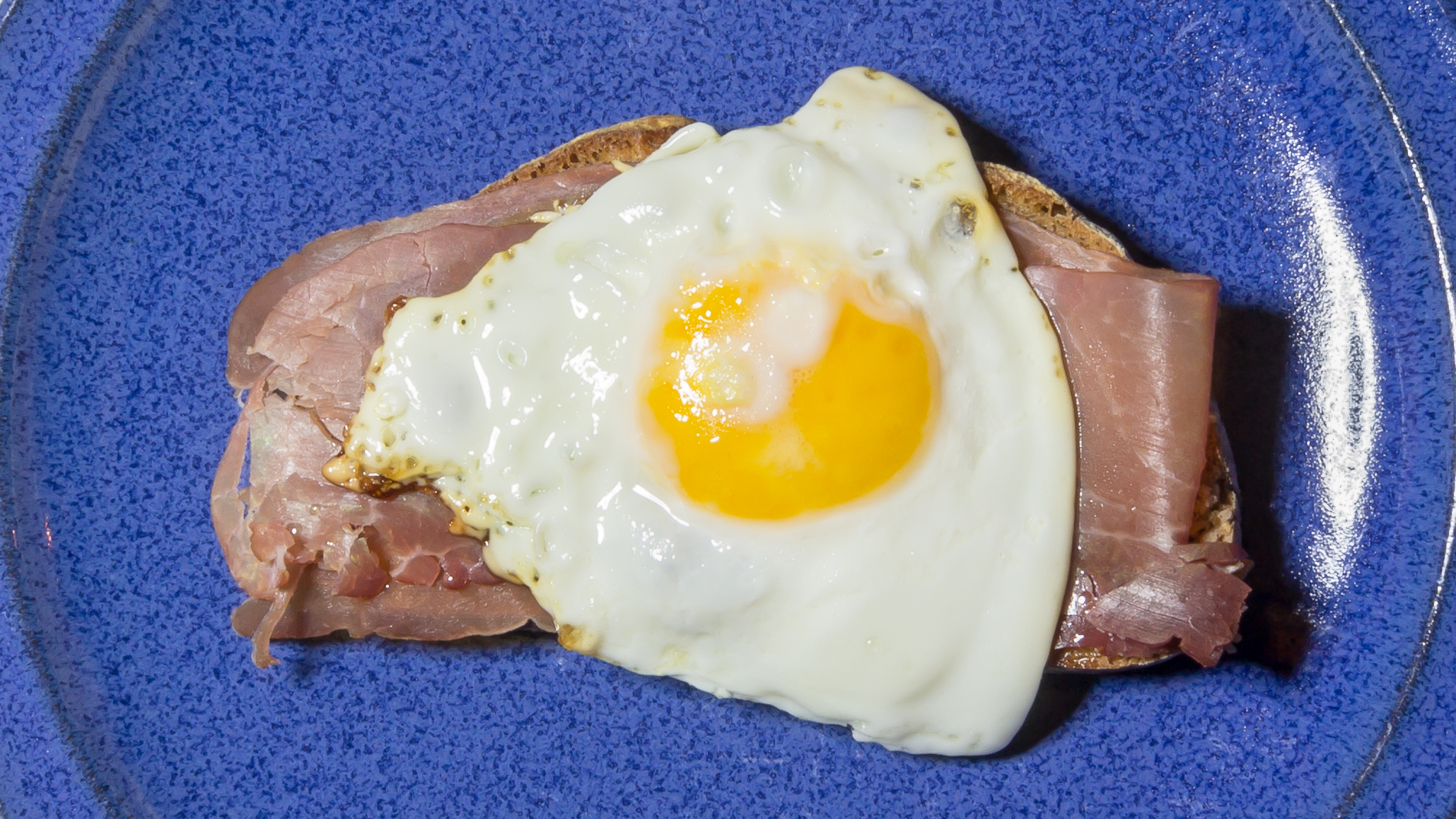
Strammer Max

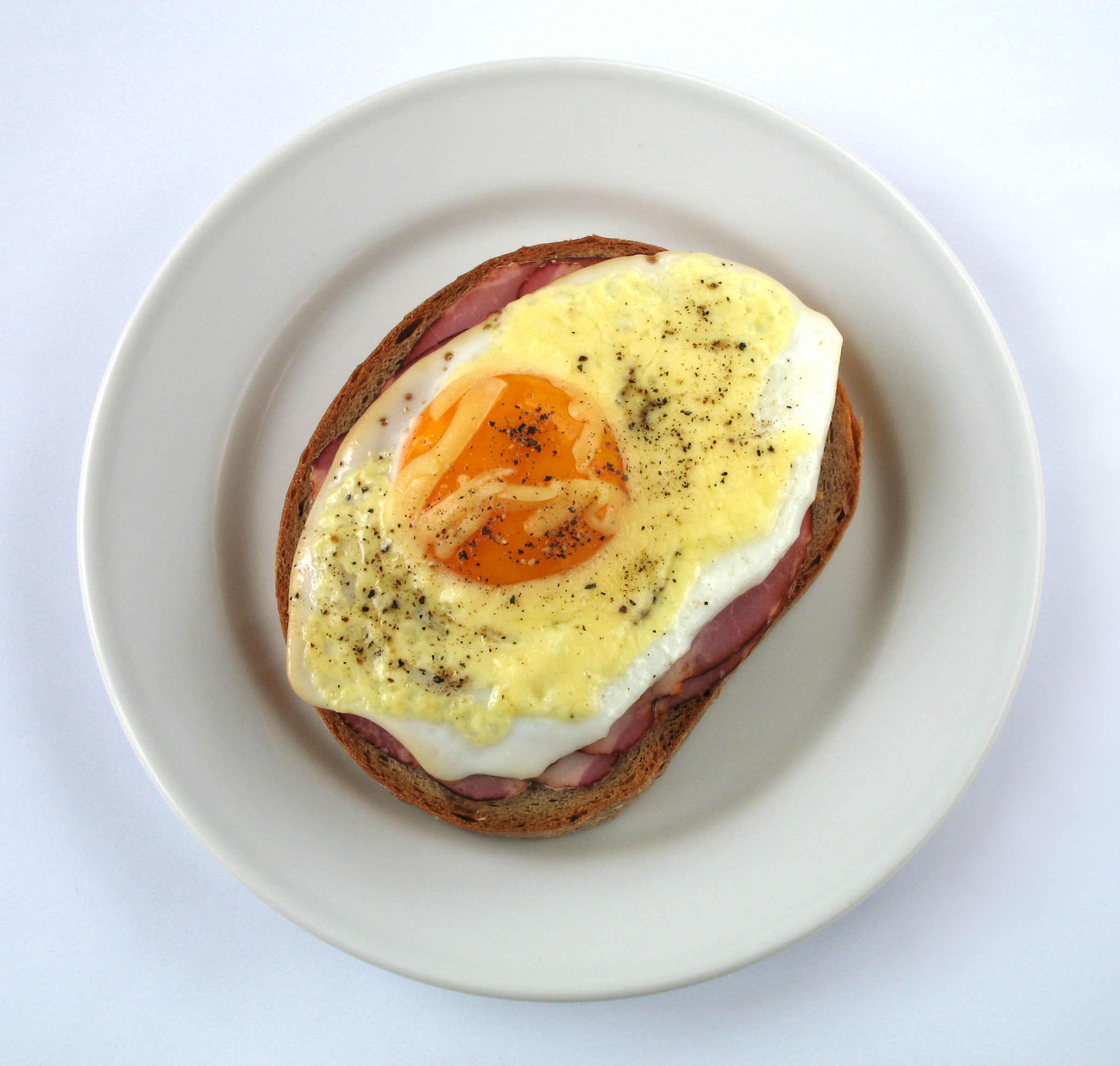
Variante mit Käse

Strammer Max ist ein einfaches Gericht aus Mischbrot, Schinken und Spiegelei. Ursprünglich zur sächsischen und Berliner Küche gehörend, ist Strammer Max heute in ganz Deutschland als Hausmannskost und Kneipenessen verbreitet.

## Zubereitung
Zur Zubereitung werden Brotscheiben entweder gebuttert oder in Butter angeröstet, mit rohem Schinken oder Schinkenspeck belegt und schließlich mit Spiegelei bedeckt. Je nach Rezept wird der Schinken auch angebraten oder in Würfeln statt Scheiben auf das Brot gelegt. Gelegentliche Hinzufügungen sind Käse, Gewürzgurkenscheiben, Tomatenscheiben oder Zwiebelringe. Eine andere Variante besteht aus Leberkäse, Röstzwiebeln und Spiegelei.
In Varianten, die teils abweichende Namen wie Strammer Moritz, Stramme Lotte, Stramme Luise oder Strammer Otto haben, wird der rohe Schinken durch gekochten ersetzt oder durch Leberkäse, Plockwurst, Salami oder ähnliches. Der Ausdruck Strammer Max wurde um 1920 im Sächsischen mit der Bedeutung „erigierter Penis“ gebildet und anschließend auf das Gericht übertragen, wohl weil es ein besonders „kräftigendes“ belegtes Brot ist. Die später abgeleiteten Bezeichnungen wie Stramme Lotte oder Strammer Otto sind ohne besondere Bedeutung.
Vergleichbare Gerichte sind das rheinisch-westfälische Krüstchen, der Bauerntoast oder der niederländische Uitsmijter (benannt nach dem niederländischen Wort für ‚Rausschmeißer‘). Letzterer wird teilweise mit Fisch zubereitet, etwa durch Zufügen zerpflückter Bücklinge.